# Empfang bei der Welt
Empfang bei der Welt ist ein Roman von Heinrich Mann, vom April 1941 bis zum 8. Juni 1945 im Exil geschrieben und 1956 postum veröffentlicht.
Der 90-jährige Balthasar hat einen größeren Goldschatz in Weinfässern seines Kellers versteckt. Der 50-jährige Sohn Arthur, der als Geschäftsmann immer Geld braucht, kommt für Balthasar als Erbe nicht in Betracht. Zunächst soll der 20-jährige Enkel André erben, doch das Gold fällt an Stephanie, die 18-jährige Verlobte Andrés. Das junge Liebespaar verzichtet auf das ganze Edelmetall.

## Genre
Diese „Gesellschaftssatire“ ist polyglott. Neben dem Deutschen dominieren französische Einsprengsel. Der Roman kann gelesen werden als deutliche Zeitkritik, als Krimi oder als Liebesgeschichte.
- Gesellschaftsroman: Auf dem Empfang, den Impresario Arthur in seinem Hause gibt, soll vornehmlich Geld ergattert werden für den Bau eines Opernhauses. Bevor der Empfang sich auflöst, will Arthur, der „Existenzkämpfer im Erwerbsleben“, die Schecks einsammeln.
- Kriminalroman: „Meisterdieb“ Poulailler mit dem „höflich harten Kavaliersgesicht“, „der eleganteste Mann dieses weitläufigen Empfanges von Kunst“ und „Finanz“, versucht, die anwesende Crème de la Crème um ihre Wertsachen zu erleichtern. „Bandit“ Nolus, eigentlich Bankier, schreckt vor Scheckbetrügerei nicht zurück.
- Liebesroman: Heinrich Mann erzählt – im Innersten anrührend – die Geschichte der Liebe von André und Stephanie.

Von der Romanstruktur her geht es aber um „drei große Auftritte“, die Balthasar in „weniger als vierundzwanzig Stunden“ hat.

## Handlung
Erster Auftritt
Balthasar begreift sich als Toter. Folgerichtig lädt er zu seinem 90. Geburtstag auf dem Friedhof liegendes Personal zu einer „Völlerei der Gespenster“ ein. Diese „Mittagsgäste“ erscheinen naturgemäß als Geister. Auch der quicklebendige „Konzertagent“ Arthur schaut vorbei. Er will sehen, was es beim Vater zu erben geben wird. Weil er den Greis erfolglos anpumpt, schimpft er ihn einen Geizhals. Arthur will doch nur sein „Unternehmen erweitern“. Inständig bittet er das Geburtstagskind, auf dem „Empfang bei der Welt“, der noch am Abend steigen soll, zu erscheinen. Balthasar kann seinen Sohn nicht verstehen. Der Alte war nie ein Existenzkämpfer, sondern der Staat drängte ihm seinerzeit Vermögenswerte auf – so wird es wenigstens dem Leser mehrfach dargestellt.
Der blutjunge Geburtstagsgast André, der „ohne Überzeugung“ als Plakatmaler in einer Konservenfabrik arbeitet, möchte überhaupt nichts vom Großvater erben. Er porträtiert den Jubilar nur. Lediglich der Enkel wird vom Großvater in den Weinkeller geführt. Der Alte faselt, er wolle in seinem Golde begraben sein, wolle es sogar mitnehmen. André findet ein Goldstück.
Zweiter Auftritt
Erst ganz am Ende des „Empfangs bei der Welt“ hat Balthasar im Hause des Sohnes Arthur seinen nächsten großen Auftritt.
Zuvor begeistert der „bucklige“ 58-jährige „weltberühmte“ Tenor Tamburini das Publikum mit seiner Kunst. Allein dieses „Wunder von Stimme hat das neue Opernhaus gerettet“. Im Konzertsaal herrscht „keine menschenfreundliche Luft“. Das bunt gemischte Publikum, die „wirtschaftliche, kulturelle und menschliche Auslese“, aber auch „die große, nachlässige, präsidentielle Nutte“, möchte dem „ältlichen Krüppel“ den Buckel, diese „Mascotte“, streicheln. Der „Zwerg“ Tamburini trifft auf eine ehemalige Kollegin, die „schöne“ Melusine, die Mutter Stephanies, jetzt Banquière im Bankhaus Barber und Nolus. „Ihr Name bei der Bühne“ ist „längst verwelkt“. Beide reden von „Herrlichkeit und Schande“: Tamburini, der „berühmte Sänger“, hat die herrliche Stimme und den Buckel. Bei der Melusine ist es umgekehrt – ihr ging die Stimme verloren, doch sie behielt ihre „Prachtgestalt“. Arthur liebt Melusine.
Stephanie, Sekretärin im selben „Konserventrust“ wie André, wird vom „bärtigen Konservenpräsidenten“ auf dem Empfang gefeuert, nachdem ihr ein offenes Wort herausgerutscht ist. Gastgeber Arthur versucht vergeblich, den „Konservengreis“ zur Zurücknahme der „Entlassung“ zu bewegen.
Endlich tritt Balthasar auf. Arthur bedankt sich beim Vater: „Du allein bist die große Attraktion“. Der Alte „mit dem grand cordon an seinem ehrwürdigen Hals“ schweigt eindrucksvoll. Der „verantwortliche Unternehmer“ Arthur sorgt dafür, dass „das überlebensgroße Ordengestirn“ von einem „wohlgezielten Lichtstrahl“ getroffen wird. Balthasar thront wie Goethe. Bevor der Greis abgeht, enterbt er noch rasch André und hinterlässt Stephanie seinen Weinkeller.
Melusine, auf der Jagd nach dem Geld in der „Welt der Existenzkämpfe“ nicht glücklich geworden, nimmt „Schlafpillen“. Der „Frauenkenner“ und „Kunsthändler“ Arthur, „überreizt vom Existenzkampf“, nimmt die begehrenswerte und auf einmal anlehnungsbedürftige Melusine auf der harten Treppe. Arthur möchte Melusine hinterher unbedingt ehelichen.
Dritter Auftritt
Stephanie dringt zusammen mit André zu ihrem Erbe, den goldgefüllten Weinfässern in Balthasars Keller, vor. Balthasar, ermattet vom Edelmetall Umschaufeln, liegt mausetot auf einem Haufen Gold. Aus den hinterlassenen Papieren des Verblichenen geht mancherlei hervor. Stephanie erbt außer dem Golde auch noch das Haus. „Der Inhaber des grand cordon“ wurde seines Lebens erst froh, nachdem er sein Gold sicher versteckt hatte und den Armen spielen konnte. Das ging so weit, dass er sich von der Haushälterin aushalten ließ. André und Stephanie verlassen den Keller ohne einen Blick zurück.
Stephanie erbt unter einer Bedingung: Die Keusche hat sich mit André zu lieben. Der unternehmungslustige Bursche schreitet frisch zur Tat. Stephanie lässt sich auf den Rücken werfen und legt ihren Verlobten ihrerseits „in Fesseln des Fleisches“. Die Bedingung des Erblassers ist erfüllt. Stephanie behält das Haus und will das Gold Arthur geben. Der Unternehmer wird es bald vollständig verspekuliert haben. In dem Haus Balthasars mit André wohnen – Stephanie ist es „unheimlich“ mit ihrem „Zuviel von Glück“: „Die Luft beginnt“ dem jungen Paar „zu klingen. Die Himmel werden tönend“.

## Zitate
- Unrecht leiden ist besser, als Unrecht tun.[2]
- Die Zeit ist nichts Wirkliches.[3]
- Echte Fruchtbarkeit trägt in sich ihren Lohn.[4]
- Wo ich sitze, ist immer oben.[5]
- Wer mich von mir selbst befreit, der ist mein Freund.[6]
- Wir kennen uns vom Wegsehen.[7]
- Das Gesetz des Don Juan, die Häßlichen nicht auslassen![8]
- Den Tod besiegt die Liebe allein.[9]

## Exilliteratur
Vor 1933, da Heinrich Mann ein funktionierender deutscher Büchermarkt offenstand, produzierte der Autor manchmal mit leichter Hand, sprich: ungewöhnlich rasch. So schrieb und veröffentlichte er z. B. Ein ernstes Leben in nur einem Jahr. Ganz anderes Schreibverhalten Heinrich Manns ist im kalifornischen Exil beobachtbar. Kein Leser kann übersehen – an dem Romantext wurde jahrelang gefeilt. Charakteristisch für dieses Spätwerk, den vorletzten der Romane des Autors, ist das chronische Sinnieren, das gelegentlich ansteckend wirkt.

## Syntax und Semantik
Der Roman liest sich nicht so leicht wie z. B. der o. g. Ein ernstes Leben. Der Leser trifft mitunter auf einen Satz, der den Lesefluss aufhält und eine Frage provoziert der Art: Ist dieser Satz im Deutschen überhaupt möglich? Die Überzahl der gemeinten Sätze ist zwar annehmbar, doch das Lesevergnügen leidet. Die schwierige Lektüre erfordert „Forschungsarbeit“, wenn am Ende des Absatzes über den Sinn des soeben Gelesenen vor der „Weiterarbeit“ gegrübelt werden muss.

## Gesellschaftskritik
Der titelgebende Ausdruck Empfang bei der Welt wird im Text verwendet, wenn Arthur kapitalkräftige Vertreter aus Wirtschaft und Hochfinanz in seinem Hause zu einem rauschenden Ball empfängt, bei dem es – unter gar nicht sparsamem Einsatz von „Nutten“ und anderen Künstlerinnen – darum geht, den vermögenden Herrschaften das Geld aus der Tasche zu ziehen. Heinrich Mann stellt klar, die Geldspenden kommen keineswegs von den reichen Herrschaften, sondern von jenen Menschen, die die dem Geld äquivalenten Werte erarbeitet haben.

## Personen und Ereignisse
- Arthur Schopenhauer gab seinen Vornamen für Balthasars Sohn. Der Vater sagt: „Diesen Sohn habe ich nach dem Philosophen der Erlösung, des Nichtwollens, Nichtmehrseins – Arthur genannt“.[2]
- Hitler wird im Text genannt.[10] Das Faible des Diktators für das zarte Geschlecht wird verspottet.
- „Möchten Sie nicht Ihr Stalingrad erleben!“ ruft Stephanie dem Meisterdieb Poulailler zu.[11]

## Namen
- „Emigrant“ sei ein hartes Wort.[12]
- Der Tenor Tamburini hat seinen Namen aus Heinrich Manns Frühwerk Die Göttinnen oder Die drei Romane der Herzogin von Assy. Dort ist Monsignore Tamburini Vikar des Kardinals in Palestrina.
- Die wehmütige Anspielung auf „Die arme Tonietta“[13] von Viviani bezieht sich auf Heinrich Manns Roman Die kleine Stadt aus dem Jahr 1909, als die Welt noch nicht aus den Fugen war.

## Selbstzeugnisse
- Der Roman „spielt, man weiß nicht wo, in einer international, aber einmütig absterbenden Gesellschaft.“[14]
- „Empfang bei der Welt“ geht auch im Zustand und Geschehen dem „Atem“ voran. Der erste zeigt den Verfall, der zweite die ausgebrochene Katastrophe.[15]

## Rezeption
- Thomas Mann nennt den Roman „genialisch-phantastisch, eine geisterhafte Maskerade, ein soziales Generationsspiel von größter Originalität.“[16]
- In dem „theatralischen“ Geschehen spiele die Figur eine Rolle und „dahinter“ eine „Scheinrolle“.[17]
- Ein Charakteristikum des Exilromans: Die Figuren verstehen die Welt nicht mehr.[18]
- Koopmann[19] liest heraus, der Autor habe im Alter noch einmal Schopenhauer studiert.